# Paulson Pierre
Paulson Pouchon Pierre (sinh ngày 7 tháng 7 năm 1993) là một cầu thủ bóng đá người Haiti thi đấu cho câu lạc bộ Dominica Cibao FC ở vị trí hậu vệ.

## Danh hiệu
- Cibao
  - Giải vô địch các câu lạc bộ bóng đá Caribe (1): 2017